# Berylliumjodide
Berylliumjodide (BeI2) is een extreem giftige anorganische verbinding van beryllium en jood. De stof komt voor als een witte naaldvormige kristallen, die hevig reageren met water. Berylliumjodide is het minst stabiele halogenide van beryllium.

## Synthese
Berylliumjodide kan bereid worden uit reactie van de samenstellende elementen bij 500-700 °C:
{\displaystyle {\ce {Be + I2 -> BeI2}}}
Een alternatieve methode is de reactie van berylliumcarbide met waterstofjodide:
{\displaystyle {\ce {Be2C + 4HI -> 2BeI2 + CH4}}}

## Eigenschappen en reacties
Een synthese in waterige oplossing is niet mogelijk, omdat het ontstane berylliumjodide hier zeer heftig mee reageert:
{\displaystyle {\ce {BeI2 + 2H2O -> Be(OH)2 + 2HI}}}
Net als berylliumbromide is het zeer hygroscopisch.
Berylliumjodide laat zich zeer gemakkelijk omzetten in andere halogeniden van beryllium. Reactie met difluor levert berylliumfluoride en enkele interhalogeenverbindingen van jood en fluor. De reactie met dichloor en dibroom levert respectievelijk berylliumchloride en berylliumbromide.
De reactie met oxidatoren, zoals kaliumpermanganaat, kaliumchloraat of cerium(IV)sulfaat, is zeer heftig, omdat hierbij di-jood ontstaat. Boven 1200 °C ontleedt berylliumjodide in zijn samenstellende elementen.
Berylliumjodide wordt gemakkelijk gereduceerd door de alkali- en aardalkalimetalen.

## Kristalstructuur
Van berylliumjodide zijn 3 kristalstructuren bekend, die elk stabiel zijn in een welbepaald temperatuursinterval. Tot 290 °C kristalliseert het uit als orthorombische kristallen, met als parameters van de eenheidscel:
- a = 11,18 Å
- b = 5,94 Å
- c = 6,04 Å

In het interval 290-370 °C zijn de kristallen eveneens orthorombisch, maar zijn de afmeting van de eenheidscel veranderd:
- a = 18,0 Å
- b = 16,69 Å
- c = 11,43 Å

Boven 370 °C gaat de orthorombische kristalstructuur over in een tetragonale, met als eenheidscelparameters:
- a = 5,84 Å
- b = 5,70 Å

In de gasfase komt het voor als dimeer; in de vaste fase neemt het een polymere structuur aan.